# Městská elektrárna (Polná)
Městská elektrárna se nachází v Polné v okrese Jihlava. Secesní budova čp. 405 stojí na ulici Tyršova u Ochozského potoka a sídlí v ní firma IP Polná s. r. o.
Budova městské elektrárny byla vystavěna v roce 1911 v secesním stylu na místě bývalého Dvořáčkova truhlářství. Stavitelem byl Josef Křelina ze Žďáru nad Sázavou. Město Polná se tak stalo jedním z mála míst s vlastní výrobou elektrického proudu v tehdejší monarchii. V budově v letech 1912–1939 fungovaly i veřejné městské lázně. Od roku 1919 polenská elektrárna, provozovaná firmou Elektrotechnická akciová společnost, dodávala proud i do sousední Přibyslavi. Roku 1938 byla prodána polenská elektrárna za 477 tisíc korun Posázavskému elektrárenskému svazu. Roku 1941 se výroba elektřiny zastavila. Poté stavbu přebudovali na byty a budova postupně chátrala. V 90. letech elektrárnu koupila místní firma IP Izolace Polná s. r. o, která dům zrekonstruovala.